# Aire urbaine de Tarascon-sur-Ariège
L'aire urbaine de Tarascon-sur-Ariège est une aire urbaine française centrée sur la ville de Tarascon-sur-Ariège.

## Caractéristiques
D'après la définition qu'en donne l'INSEE, l'aire urbaine de Tarascon-sur-Ariège est composée de 7 communes, toutes situées dans l'Ariège.
Toutes communes font partie de l'unité urbaine de Tarascon-sur-Ariège

### Communes
Liste des communes appartenant à l'aire urbaine de Tarascon-sur-Ariège selon la nouvelle délimitation de 2010 et sa population municipale en 2010 (liste établie par ordre alphabétique) :
| Nom                       | Code Insee | Statut | Superficie (km2) | Population (dernière pop. légale) | Densité (hab./km2) |
| ------------------------- | ---------- | ------ | ---------------- | --------------------------------- | ------------------ |
| Arignac                   | 09015      |        | 8,84             | 722 (2022)                        | 82                 |
| Ornolac-Ussat-les-Bains   | 09221      |        | 11,99            | 248 (2022)                        | 21                 |
| Quié                      | 09240      |        | 2,51             | 298 (2022)                        | 119                |
| Rabat-les-Trois-Seigneurs | 09241      |        | 26,96            | 368 (2022)                        | 14                 |
| Surba                     | 09303      |        | 2,22             | 333 (2022)                        | 150                |
| Tarascon-sur-Ariège       | 09306      |        | 8,65             | 3 060 (2022)                      | 354                |
| Ussat                     | 09321      |        | 4,4              | 308 (2022)                        | 70                 |

## Évolution démographique
L'évolution démographique ci-dessous concerne l'aire urbaine selon le périmètre défini en 2010.
| 1968  | 1975  | 1982  | 1990  | 1999  | 2007  | 2012  | 2017  | 2018  | - |
| ----- | ----- | ----- | ----- | ----- | ----- | ----- | ----- | ----- | - |
| 5 742 | 6 182 | 6 148 | 5 757 | 5 577 | 5 711 | 5 637 | 5 292 | 5 266 | - |